# Kiichi Miyazawa
Kiichi Miyazawa (宮澤喜一 Miyazawa Kiichi, 8 d'octubre de 1919-28 de juny de 2007) fou un polític japonès i 49é Primer Ministre del Japó des del 5 de novembre de 1991 fins al 9 d'agost de 1993.

## Biografia
Nasqué dins d'una família políticament activa a Fukuyama, prefectura d'Hiroshima, l'any 1919. Son pare va ser membre de la Dieta Imperial i son avi, ministre del govern. Es graduà com a advocat en la Universitat Imperial de Tòquio.
L'any 1942 entrà a treballar al ministeri de finances, eludint així el servici militar durant la Segona Guerra Mundial.
L'any 1953 va ser triat membre de la Cambra de Consellers del Japó on prestà servici fins 1967, quan passà a la Cambra de Representants del Japó. Miyazawa va passar per molts càrrecs públics com el de ministre d'indústria i comerç internacional (1970-1971), ministre d'afers exteriors (1974-1976), director general de l'agència de planificació econòmica (1977-1978) i secretari en cap del gabinet (1984-1986). Va ser ministre de finances en el govern de Noboru Takeshita en juliol de 1986. Tot i això, Miyazawa hagué de renunciar al càrrec a casua de les repercussions de l'Escàndol Recruit en 1988.
Miyazawa es va convertir en primer ministre el 5 de novembre de 1991 amb el suport de la seua facció. Va guanyar fama als EUA quan el president George Bush li bossà al damunt durant un sopar d'estat el 8 de gener de 1992.
El seu govern es caracteritzà per permetre que el Japó enviara les seues forces armades per a missions de pau com també per negociar amb els Estats Units un acord de comerç. Miyazawa va renunciar al seu càrrec l'any 1993 després de perdre una moció de confiança, marcant la fi d'una era després dels trenta-vui anys de govern dels liberaldemòcrates.